# Шмидт, Кендалл
Кендалл Фрэнсис Шмидт (англ. Kendall Francis Schmidt; род. 2 ноября 1990, Уичито, Канзас, США) — американский актёр и певец. Наиболее известен благодаря роли Кендалла в сериале «Биг Тайм Раш» на канале Nickelodeon и как участник американской группы Big Time Rush.

## Ранние годы
Кендалл Фрэнсис Шмидт родился в Уичито, Канзас, в семье Кента и Кэти Шмидт, а вырос поблизости от Андовера, Массачусетс. Своё второе имя Кендалл получил в честь его бабушки. У него есть два старших брата: Кеннет и Кевин, также ставшие актерами. Когда ему было 10 лет, его семья переехала из Канзаса в Калифорнию.

## Карьера
Шмидт начал свою актёрскую карьеру в возрасте пяти лет, снявшись в рекламе сухих завтраков Chex. Кроме того, в детстве он снимался в эпизодах таких сериалов как «Девочки Гилмор», «Фрейзер», «Скорая помощь», «C.S.I.: Место преступления Майами», «Фил из будущего», «Говорящая с призраками», «Без следа» и других. На большом экране он появился в фильме «Согласно Спенсеру».
В 2009 году Шмидт получил роль Кендалла Найта в сериале канала Nickelodeon «Биг Тайм Раш», а затем вместе с Логаном Хендерсоном, Джеймсом Маслоу и Карлосом Пеной стал участником музыкальной группы Big Time Rush. Коллектив выпустил три успешных альбома.
В марте 2014 года Кендалл объявил, что вернулся в состав дуэта Heffron Drive, в которой он выступал вместе с Дастином Белтом до съёмок в сериале «Биг Тайм Раш» и участии в одноимённой группе.14 января 2017 года группа выпустила новую песню и видеоклип на свой сингл «Living Room». Их следующий релиз состоялся 19 января 2018 года, когда они выпустили новую песню и видеоклип под названием «Mad At The World». Их последняя выпущенная песня — «Black on Black».
В декабре 2021 года Кендалл Шмидт воссоединился с остальными участниками группы Big Time Rush, и они дали несколько выступлений в ряде городов США.
13 декабря группа выпустила новый сингл «Call It Like I See It», что является их первым релизом с 2013 года.
| Год       |    | Русское название                    | Оригинальное название              | Роль            |
| --------- | -- | ----------------------------------- | ---------------------------------- | --------------- |
| 2001      | с  | Подрастающий отец                   | Raising Dad                        | Ноа             |
| 2001      | ф  | Согласно Спенсеру                   | According to Spencer               | Чед             |
| 2001      | тф | —                                   | Robertson’s Greatest Hits          | Билл            |
| 2001—2002 | с  | Девочки Гилмор                      | Gilmore Girls                      | Питер / ребёнок |
| 2002      | с  | Фрейзер                             | Frasier                            | юный Фрейзер    |
| 2003      | с  | Скорая помощь                       | ER                                 | Дэмиан          |
| 2003      | мс | Что же случилось с Роботом Джонсом? | Whatever Happened to… Robot Jones? | чувак           |
| 2004      | с  | C.S.I.: Место преступления Майами   | CSI: Miami                         | Доминик Абейта  |
| 2005      | с  | Фил из будущего                     | Phil of the Future                 | Джейк           |
| 2008—2011 | с  | Бедный Пол                          | Poor Paul                          | гитарист Джон   |
| 2009      | с  | Говорящая с призраками              | Ghost Whisperer                    | Джефф           |
| 2009      | в  | Проект Элисон Стоунер               | The Alyson Stoner Project          | ритм-гитарист   |
| 2009      | с  | Без следа                           | Without a Trace                    | Шей Хенсон      |
| 2009—2013 | с  | Биг Тайм Раш                        | Big Time Rush                      | Кендалл Найт    |
| 2012      | тф | Биг Тайм Раш: Фильм                 | Big Time Movie                     | Кендалл Найт    |
| 2013      | с  | Марвин Марвин                       | Marvin Marvin                      | Кендалл         |
| 2015      | мс | Пингвины из Мадагаскара             | Penguins of Madagascar             | Кендалл         |
| 2016—2018 | с  | Школа рока                          | School of Rock                     | Джастин         |
| 2017      | с  | —                                   | Are You There God? It’s Me Margot  | Райан           |